# Col du Chasseral
Der Col du Chasseral ist ein Gebirgspass (1502 m ü. M.) im Schweizer Jura und verbindet die Orte Saint-Imier und Nods, beide im Kanton Bern, mit einer Strasse über die gleichnamige Bergkette. Von der Passhöhe führt eine Stichstrasse zum höchsten Punkt des Chasserals (1607 m ü. M.).
Der obere Bereich der Strasse wurde bis Ende 2006 durch eine Alpweggenossenschaft betrieben und war daher kostenpflichtig. Anfang 2007 wurde auch dieser Abschnitt vom Kanton Bern ins Netz der Kantonsstrassen aufgenommen und ist heute (ausser im Winter) frei befahrbar.

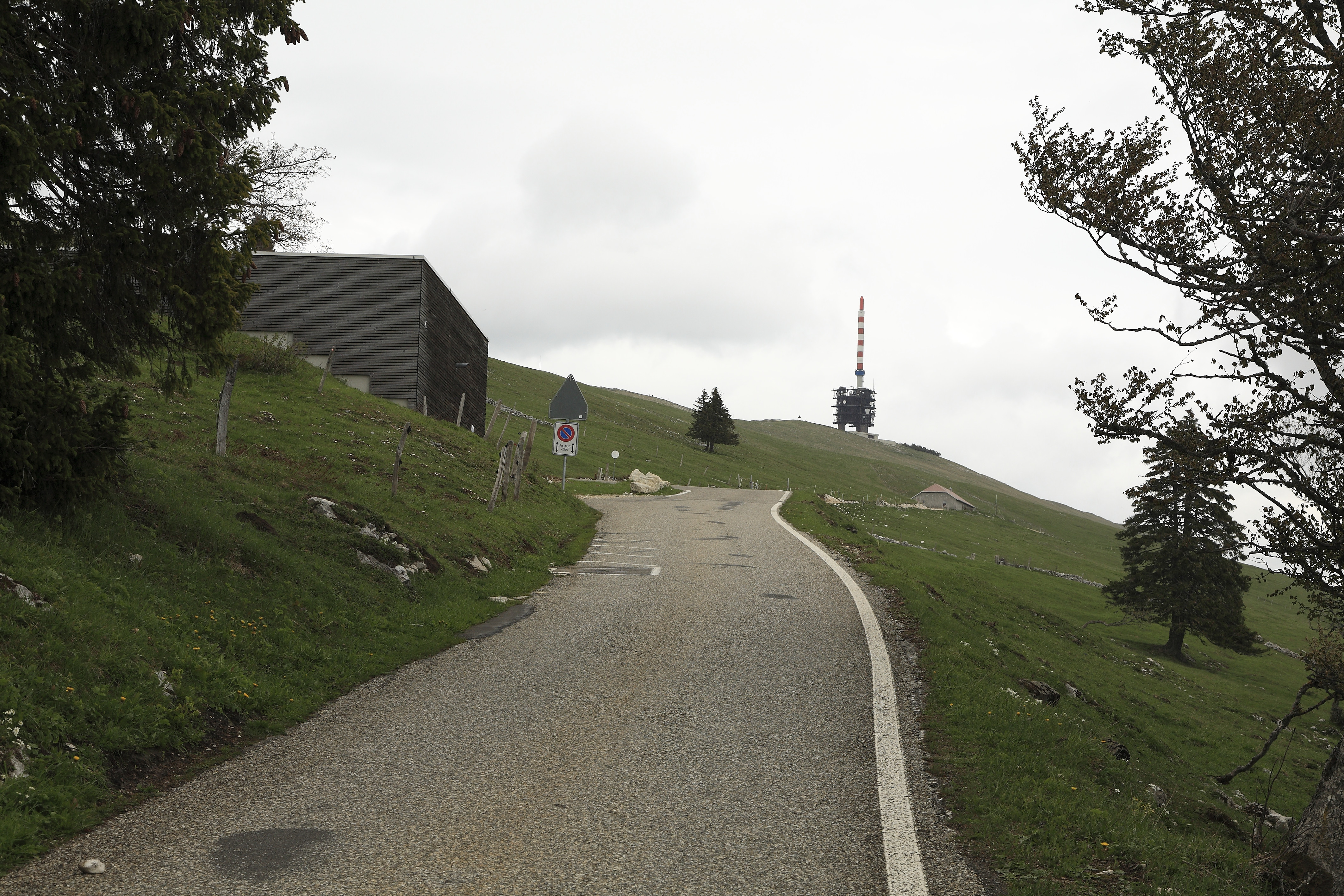
Chasseralpassstraße kurz vor der letzten Kehre